# Вонюх
Вонюх — река в Костромской области России.

## Общие сведения
Большей частью протекает по территории Кологривского района, исток — в Парфеньевском районе. Впадает в реку Унжу в 270 км от её устья по правому берегу. Длина реки составляет 33 км, площадь водосборного бассейна — 102 км².

## Данные водного реестра
По данным государственного водного реестра России относится к Верхневолжскому бассейновому округу, водохозяйственный участок реки — Унжа от истока до устья, речной подбассейн реки — Бассейн притоков Волги ниже Рыбинского водохранилища до впадения Оки. Речной бассейн реки — (Верхняя) Волга до Куйбышевского водохранилища (без бассейна Оки).
Код объекта в государственном водном реестре — 08010300312110000015419.